# スクールボーイ閣下
『スクールボーイ閣下』（The Honourable Schoolboy）は、イギリスの作家、ジョン・ル・カレが1977年に発表したスパイ小説。

## 概要
『ティンカー、テイラー、ソルジャー、スパイ』（1974年）の続編である。日本では「スマイリー三部作」の真ん中の作品と称されることが多いが、同じ三部作でも、欧米ではソ連情報部の指揮官カーラの名をとって「The Karla Trilogy」と呼ばれている。
ジェイムズ・テイト・ブラック記念賞とゴールド・ダガー賞を受賞した。本作品はベストセラーとなり、作者のル・カレは『タイム』1977年10月3日号の表紙を飾った。
主人公はサーカス（イギリス情報局秘密情報部）のチーフとなったジョージ・スマイリーと、前作の『ティンカー、テイラー、ソルジャー、スパイ』にも登場した臨時工作員兼ジャーナリストのジェリー・ウェスタビーの二人。主な舞台は1974年から1975年にかけての香港であるが、ロン・ノル政権下のカンボジアの混乱の模様や、1975年4月30日のサイゴン陥落などが物語の背景として描かれている。
香港外国人記者クラブの長老 "クロウ老人" は、オーストラリア出身の特派員リチャード・ヒューズ（Richard Hughes）をモデルにしていると言われている。

## 評価
前述のとおりジェイムズ・テイト・ブラック記念賞とゴールド・ダガー賞を受賞しているが、日本では村上春樹が絶賛していることで知られる。村上は邦訳が出た翌年の1980年、雑誌のコラムで「僕は三度読んで、そのたびに興奮した」と述べた。また　2017年に行った翻訳家の柴田元幸との対談でも「僕が好きな訳というと、村上博基さんのジョン・ル・カレ。『スクールボーイ閣下』は何度も読んでいます」と述べている。「どういうふうにいいんですか」と問われた村上は次のように答えた。

## 日本語訳
- ジョン・ル・カレ 著、村上博基 訳『スクールボーイ閣下』早川書房、1979年7月。
- ジョン・ル・カレ 著、村上博基 訳『スクールボーイ閣下 <上><下>』ハヤカワ文庫、1987年1月28日。